# Granollers Fénix
Granollers Fénix, cuya denominación oficial es Club de Fútbol Americano Granollers Fénix, es un equipo de fútbol americano de Granollers (Barcelona) España.
Es uno de los clubes de fútbol americano más antiguos de España. Fue fundado en 1991 como Granollers Gralles y cambió de nombre al actual en 1995, tras fusionarse con Llissá de Munt Flippers. En 1997 ganó la IX edición de la Liga Catalana de Fútbol Americano, y en 2000 la VI edición de la Liga Nacional de Fútbol Americano. En 2000 también llegó a semifinales de la Copa de España. Tras esta serie de éxitos deportivos, el club atravesó una etapa de dificultades que hicieron que en 2002 dejase de inscribirse en competiciones nacionales.
En la actualidad el club participa en las Ligas Catalanas en la modalidad de flag football y en las categorías infantil, cadete y júnior de tackleo.